# Andreas Salcher

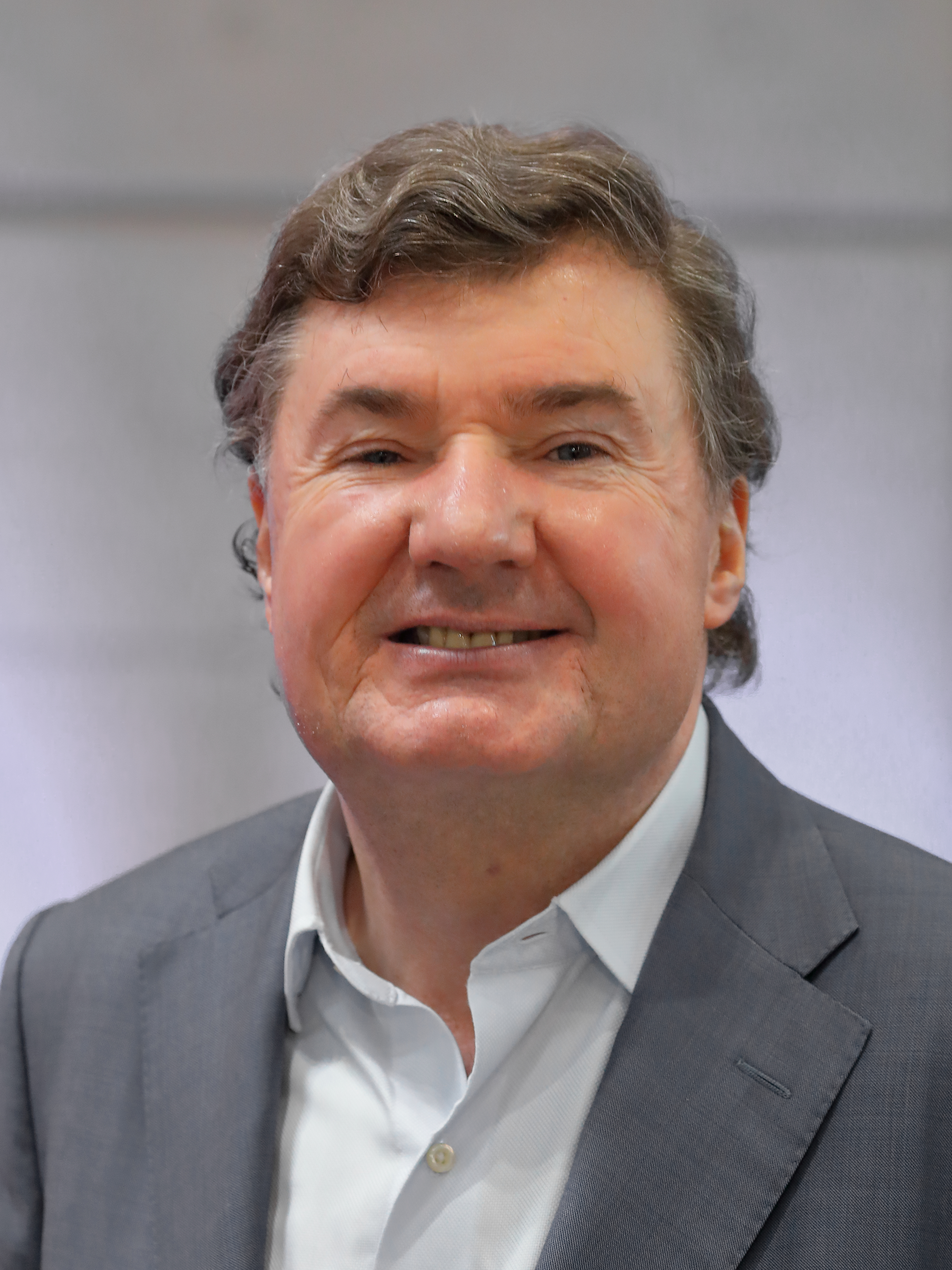
Andreas Salcher (2019)

Andreas Salcher (* 18. Dezember 1960 in Wien) ist ehemaliger Politiker der ÖVP, Mitbegründer der Sir-Karl-Popper-Schule, Berater und Buchautor.

## Biographie
1986 promovierte Andreas Salcher zum Doktor der Betriebswirtschaft an der Wirtschaftsuniversität Wien. Seine Dissertation trägt den Titel „Strategische Organisationsentwicklung: Eine systemorientierte Managementkonzeption zur Implementierung langfristiger Veränderungsstrategien“. 1989 absolvierte er das „Program for Senior Manager in Government“ an der Harvard University.
Seine politische Laufbahn begann Salcher 1985 als Landesobmann der Jungen ÖVP Wien. 1987 wurde er zum jüngsten Mitglied des Wiener Landtags gewählt, dem er insgesamt 12 Jahre angehörte. Von 1992 bis 1996 war Salcher stellvertretender Landesparteiobmann der ÖVP. Unter Kulturstadtrat Peter Marboe wurde er zum Vorsitzenden des Kulturausschusses der Stadt Wien berufen. 2005 schied Andreas Salcher aus dem Wiener Gemeinderat aus.
Der ehemalige Landesschulsprecher und stellvertretende Bundesschulsprecher gründete nach einem persönlichen Treffen mit Karl Popper gemeinsam mit Bernhard Görg 1998 die erste österreichische Schule für Hochbegabte. Bis heute ist Salcher geschäftsführender Vizepräsident des Vereins zur Förderung der Sir-Karl-Popper-Schule, die sich als lernendes System versteht, das Fehler macht, diese zugibt, reflektiert und nach dem Versuch-und-Irrtum-Prinzip zu verbessern sucht.
Seit 1997 leitet Andreas Salcher ein Beratungsunternehmen. In seinen Projekten vereint er die alten Weisheitslehren der Menschheit mit modernen Managementkonzepten.
2004 gründete er zusammen mit Gundula Maria Schatz das Waldzell Institute, das von 2004 bis 2008 jährlich die Waldzell Meetings ausrichtete. 2007 verließ Salcher die Organisation. Im selben Jahr initiierte er das globale Bildungsprojekt „The Curriculum Project – Creating the Schools of Tomorrow“ mit dem Ziel, die Schule von morgen mit den besten Köpfen der Welt neu zu erfinden. Im Zentrum steht das Lebensrecht jedes Kindes dieser Welt auf die Entfaltung seiner Talente. Salchers erstes Werk zu dieser Thematik Der talentierte Schüler und seine Feinde wurde im September 2008 mit dem Goldenen Buch des Hauptverbandes des Österreichischen Buchhandels ausgezeichnet. 2009 wurde Salcher beim Buchliebling zum „Autor des Jahres“ und zum „Kommunikator des Jahres“ des Public Relations Verbandes Austria gewählt. 2012 erschienen zwei Werke von Andreas Salcher mit dem Titel Meine letzte Stunde und Nie mehr Schule – Immer mehr Freude. Im selben Jahr wurden sowohl Der verletzte Mensch als auch Meine letzte Stunde vom Hauptverband des österreichischen Buchhandels mit dem Platin-Buch für mehr als 50.000 verkaufte Exemplare in Wien ausgezeichnet. 2014 wurde er mit dem Buchliebling in der Kategorie Wirtschaft für Erkenne dich selbst und erschrick nicht ausgezeichnet.

## Werke

### Buchveröffentlichungen
- Unsere neue beste Freundin, die Zukunft: Was die Jungen wissen und wir noch nicht, edition a, Wien 2023, ISBN 978-3-99001-675-6.
- Die große Erschöpfung und die Quellen der Kraft, edition a, Wien 2022, ISBN 978-3-99001-628-2.
- Der talentierte Schüler und seine ewigen Feinde, Ecowin, Salzburg/München 2019, ISBN 978-3-7110-0241-9
- Das ganze Leben in einem Tag, Ecowin, Salzburg/München 2018, ISBN 978-3-7110-0164-1
- Ich bin für Dich da: die Kunst der Freundschaft, Ecowin, Wals bei Salzburg 2016, ISBN 978-3-7110-0105-4
- Alles oder nichts.  Der große Wurf der Päpste. 1. Auflage. Ecowin, Wals bei Salzburg 2015, ISBN 978-3-7110-0083-5 (Mit Johannes Huber).
- Erkenne dich selbst und erschrick nicht. Ecowin, Salzburg 2013, ISBN 978-3-7110-0050-7.
- Nie mehr Schule – Immer mehr Freude. Ecowin, Salzburg 2012, ISBN 978-3-7110-0032-3.
- Ich habe es nicht gewusst. Ecowin, Salzburg 2012, ISBN 978-3-7110-0021-7.
- Meine letzte Stunde. Ecowin, Salzburg 2010, ISBN 978-3-902404-96-1.
- Der verletzte Mensch. Ecowin, Salzburg 2009, ISBN 978-3-902404-69-5.
- Der talentierte Schüler und seine Feinde. Ecowin, Salzburg 2008, ISBN 978-3-902404-55-8.
- Die Sir-Karl-Popper-Schule: Ein Projekt zur Förderung von Hochbegabten im internationalen Vergleich. In: Österreichisches Jahrbuch der Politik. Verlag für Geschichte und Politik, Wien 1994, ISBN 3-7028-0335-1.
- Ölt das Riesenrad – Wienovationen. Hofstätter, Wien 1989, ISBN 3-900936-01-3.

### Pressebeiträge, Onlinetexte
- Andreas Salcher: Wider die Trägheit!, Die Presse, 24. März 2012